# Parafianów (gmina)
Parafianów (początkowo Parafinowo / Parafianowo) – dawna gmina wiejska istniejąca do 1939 roku w woj. nowogródzkim/Ziemi Wileńskiej/woj. wileńskim w Polsce. Siedzibą gminy było miasteczko Parafianów (453 mieszk. w 1921 roku).
Początkowo gmina należała do powiatu wilejskiego. 7 listopada 1920 r. została przyłączona do nowo utworzonego powiatu duniłowickiego pod Zarządem Terenów Przyfrontowych i Etapowych. 19 lutego 1921 r. wraz z całym powiatem weszła w skład nowo utworzonego województwa nowogródzkiego. 13 kwietnia 1922 roku gmina wraz z całym powiatem duniłowickim została przyłączona do Ziemi Wileńskiej, przekształconej 20 stycznia 1926 roku w województwo wileńskie. 1 stycznia 1926 roku gminę wyłączono z powiatu duniłowickiego (który jednocześnie zmienił nazwę na powiat postawski) i przyłączono do powiatu dziśnieńskiego w tymże województwie. 
11 kwietnia 1929 roku do gminy Parafianowo przyłączono część obszaru  gminy Porpliszcze, natomiast fragmenty gminy Parafianowo włączono do gmin Dokszyce i Porpliszcze. 
Po wojnie obszar gminy Parafianów został odłączony od Polski i włączony do Białoruskiej SRR.

## Demografia
Według Powszechnego Spisu Ludności z 1921 roku gminę zamieszkiwało 10 357 osób, 5471 było wyznania rzymskokatolickiego, 4 665 prawosławnego, 4 ewangelickiego, 201 mojżeszowego, 13 mahometańskiego. Jednocześnie 6 313 mieszkańców zadeklarowało polską przynależność narodową, 3 941 białoruską, 67 żydowską, 13 tatarską, 8 rosyjską, 6 litewską, 5 łotewska, 1 estońską. Było tu 1 818 budynków mieszkalnych.